# Jason’s Lyric
Jason’s Lyric ist ein US-amerikanisches Filmdrama aus dem Jahr 1994. Regie führte Doug McHenry, das Drehbuch schrieb Bobby Smith junior.

## Handlung
Der in Houston lebende Afroamerikaner Maddog, ein Veteran des Vietnamkrieges, hat ein Alkoholproblem. Eines Tages greift er im betrunkenen Zustand seine Frau an und wird von seinem Sohn Jason erschossen. Jason und sein jüngerer Bruder Joshua werden von derer Mutter Gloria aufgezogen. Einige Jahre später arbeitet Jason in einem Fernsehgeschäft während Joshua, der für den Gangster Alonzo arbeitet, bereits vorbestraft ist.
Jason lernt die Kellnerin Lyric kennen, die sich als Alonzos Schwester erweist. Er verliebt sich in sie. Lyric ist mit der Restaurantbesitzerin Marti, der Freundin ihres Bruders, eng befreundet. Sie hilft Jason, seine Kindheitstraumata zu überwinden.
Alonzo überredet Joshua zur Teilnahme an einem Bankraub.

## Kritiken
Roger Ebert schrieb in der Chicago Sun-Times vom 28. September 1994, der Film erzähle die Geschichte von zwei Brüdern, von den einer kriminell wurde und der andere stark sei. Die Liebesgeschichte im Hintergrund sei derart „süss romantisch“, dass sie der eigentlichen Handlung „die Show stehle“. Die Darstellungen seien stark, die Nebencharaktere seien deutlich gezeichnet.
Die Zeitschrift Cinema bezeichnete den Film als „realistisch, aber schwach gespielt“.

## Hintergründe
Der Film wurde in Houston gedreht. Seine Produktionskosten betrugen schätzungsweise 7 Millionen US-Dollar. Der Film spielte in den Kinos der USA ca. 20,85 Millionen US-Dollar ein.